# 复兴日报
复兴日报是一份1945年至1949年间在山西大同出版的报纸，最初名为《雁北日报》，后改名《复兴日报》。复兴日报每周七刊，版面为四开二版或四开四版，发行量为两千左右。复兴日报是1945年日本战败后阎锡山派员接收蒙疆新闻株式会社大同支社出版的报纸。报社有工作人员二十余人，孟祥祉为社长，武适之为副社长，魏宪尧为编辑主任，王钊为总务主任，李溶为管理主任，白寿轩为电台主任。1949年5月1日大同国民党守军投降，5日复兴日报社被军管会接收，并入大同日报社。